# فوجیوارا نو کاماتاری
فوجیوارا نو کاماتاری یا ناکاتومی نو کاماتاری (به ژاپنی: 藤原 鎌足 Fujiwara no Kamatari); ۶۱۴ – ۱۴ نوامبر ۶۶۹) سیاستمدار اهل ژاپن بود.